# فور جان (شاخن)
فور جان (بالفارسية: فور جان) هي مستوطنة تقع في إيران في قسم شاخن الريفي. يقدر عدد سكانها بـ 551 نسمة .